# Edward Alcock

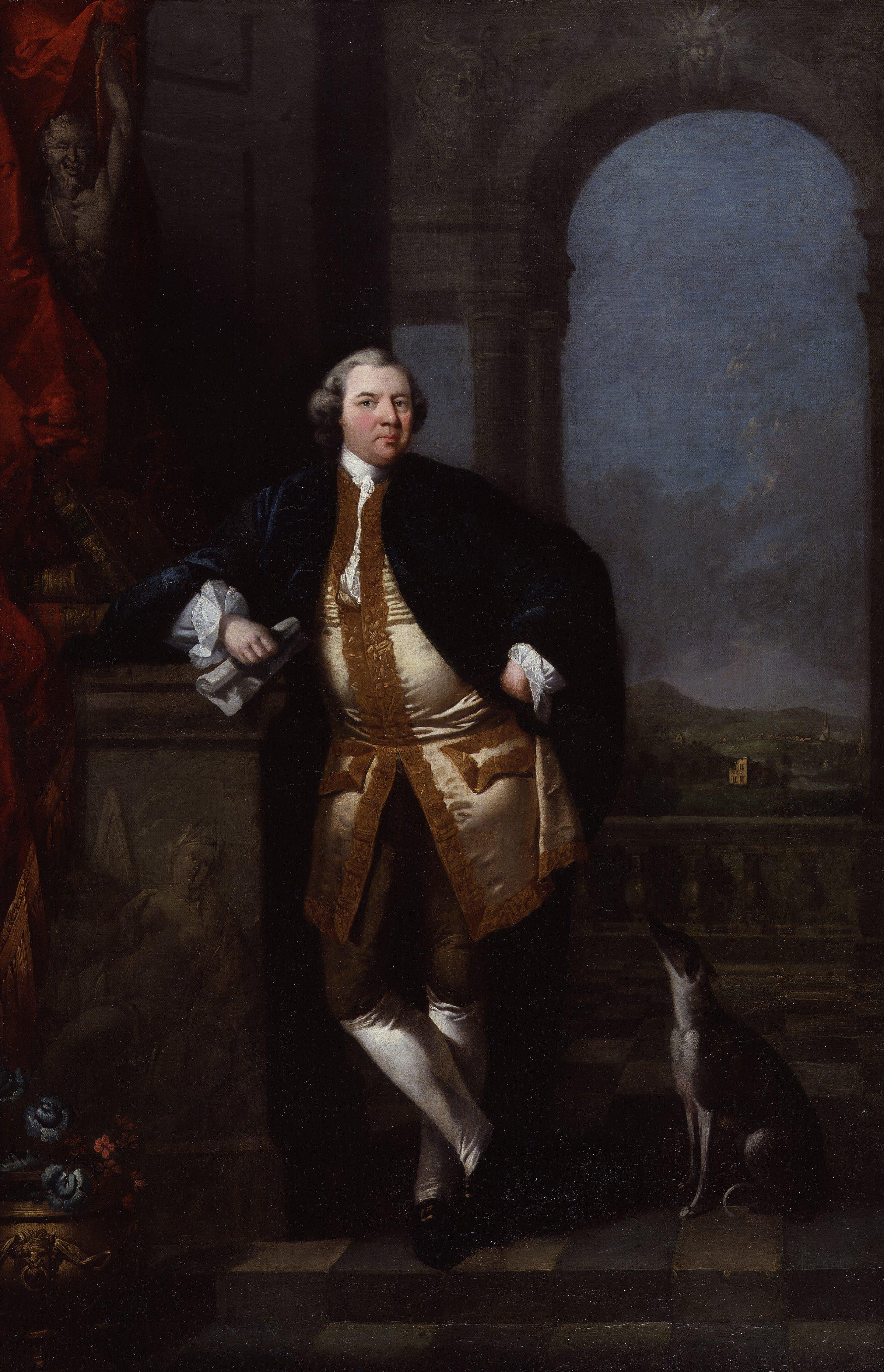
William Shenstone målad av Edward Alcock.

Edward Alcock, född 1745, död 1778, var en engelsk porträtt- och miniatyrmålare.
Alcock levde i flera olika städer i England och beskrevs av poeten William Shenstone som "den mest flyktiga av varelser utan vingar". Han bodde med sin mor 1745 i Liverpool. I Liverpool blev han 1747 anställd av en träsnidare. Han bodde i Bath 1757 och i Birmingham 1759-1760, där han målade ett porträtt av William Shenstone, som nu ingår i National Portrait Gallerys samling. Från 1778 bodde han i London och ställde ut vid Royal Academy of Arts och Free Society of Artists.

### Fotnoter
1. 1 2  National Portrait Gallery, Edward Alcock, läst 2023-06-04
2. ↑  Kerslake, John F. (1977), Early Georgian portraits, "1", London: HMSO, s. 72, ISBN 0-11-290043-7
3. ↑  National Portrait Gallery.